# Јоргос Папандреу (млађи)
Јоргос Папандреу (грч. Γεώργιος Παπανδρέου; Сент Пол, САД, 16. јун 1952) је био премијер Грчке од октобра 2009. до новембра 2011. Налазио се на челу ПАСОК-а до 2009. године.
Син је Андреаса Папандреуа и унук Јоргоса Папандреуа, бивших премијера Грчке. Његова мајка, Маргарета, је Американка. Студирао је у Канади, САД, Енглеској.
Раније је служио као министар образовања и вера у влади свога оца као и министар спољних послова у влади Костаса Симитиса. Док је био вршио функцију премијера, упоредо је обављао и функцију министра спољних послова.
Ожењен је и има двоје деце.